# Prunus eriogyna
Prunus eriogyna är en rosväxtart som beskrevs av Mason. Prunus eriogyna ingår i släktet prunusar, och familjen rosväxter. Inga underarter finns listade i Catalogue of Life.